# Aleksej Nikolaevič Kosygin
Aleksej Nikolaevič Kosygin (IPA: [ɐlʲɪˈksʲej nʲɪkɐˈlajɪvʲɪtɕ kɐˈsɨɡʲɪn]) (in russo Алексе́й Никола́евич Косы́гин?, spesso trascritto in italiano come Kossighin; San Pietroburgo, 21 febbraio 1904 – Mosca, 18 dicembre 1980) è stato un politico sovietico, e ha ricoperto la carica di premier dell'Unione Sovietica dal 1964 al 1980.

## Biografia
Kosygin si arruolò nell'Armata Rossa nel 1919 a 15 anni, e combatté nella guerra civile russa. In seguito, fu educato al Collegio cooperativo di Leningrado, e lavorò in Siberia dopo essersi unito al Partito Comunista nel 1927. Negli anni trenta studiò all'Istituto tessile di Leningrado, esperienza dopo cui lavorò come ingegnere, raggiungendo l'apice della propria carriera professionale con la direzione della fabbrica tessile Oktjabr'skaja di Leningrado.

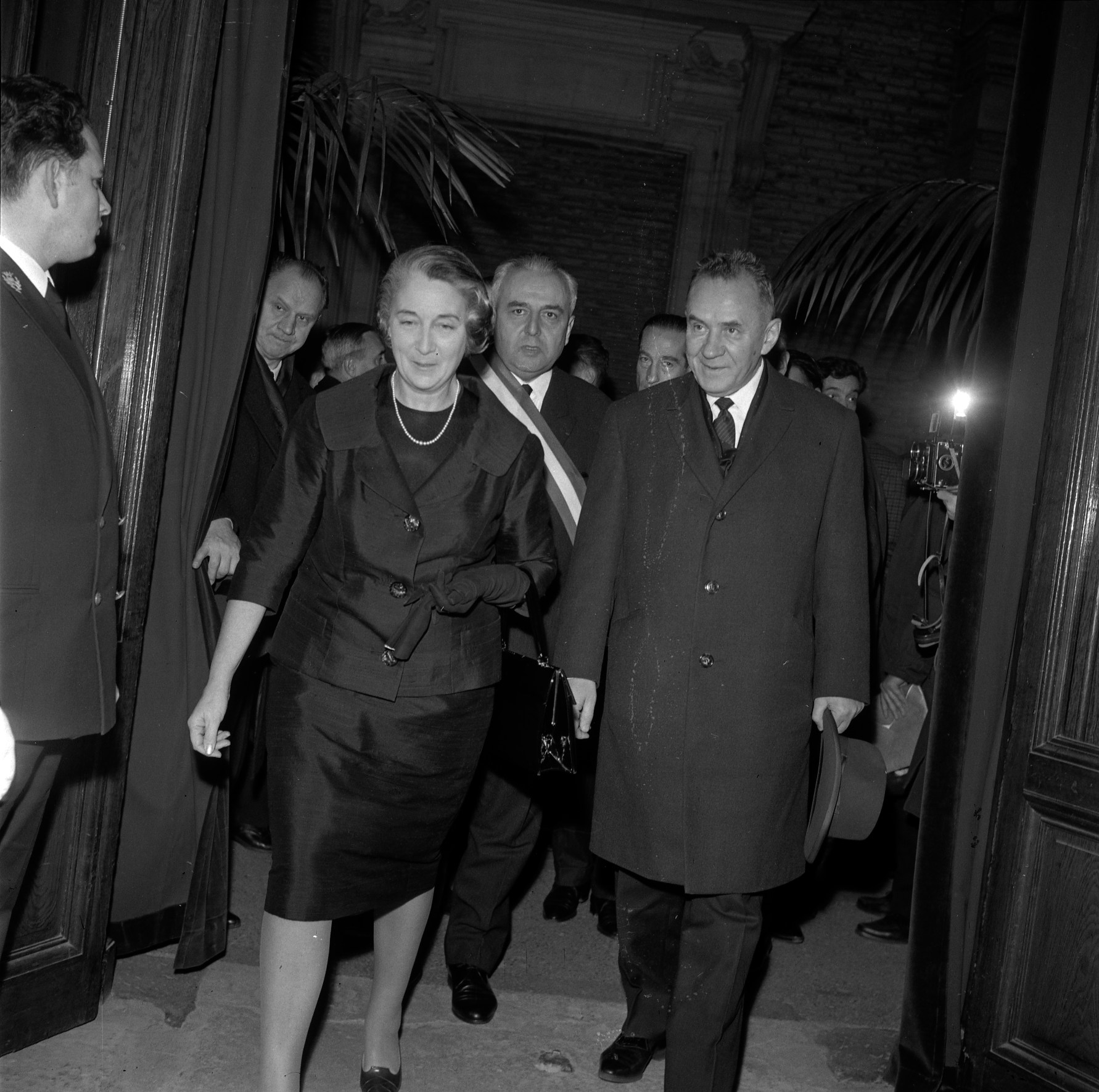
Aleksej Kosygin in visita a Tolosa con la moglie (novembre 1966)

Le grandi purghe di Stalin ebbero come conseguenza un buon numero di sedi vacanti nell'amministrazione del PCUS, permettendo a Kosygin di entrare nei lavori a tempo pieno del partito nel 1938, prima come capo del dipartimento trasporti e industria di Leningrado e poi come sindaco di Leningrado; nel 1939 si unì al gabinetto dei soviet come Commissario del popolo dell'URSS per l'industria tessile; in quello stesso anno, Kosygin fu eletto al Comitato Centrale del PCUS; dal 1940 al 1946 fu presidente del Consiglio dei commissari del popolo della RSFS Russa con responsabilità particolari per le industrie dei beni di consumo; fu anche primo ministro della RSFSR dal 1943 al 1946.
Dopo la seconda guerra mondiale, Kosygin fu candidato membro del Politburo, diventandone membro a pieno titolo nel 1948; fu per breve tempo anche ministro delle Finanze dell'Unione Sovietica in quello stesso anno, e ministro dell'Industria leggera fino al 1953.
In seguito alla morte di Stalin nel 1953, Kosygin perse parte dei propri poteri, ma tornò presto in auge, in quanto stretto alleato di Nikita Chruščёv: fu eletto, in breve tempo, presidente del Comitato di Stato dell'URSS per la pianificazione nel 1959 e in seguito divenne membro pieno del Praesidium (il nuovo nome del Politburo) nel 1960. Quando Chruščёv fu destituito dalla carica di primo segretario del partito e di capo del governo nell'ottobre 1964, Kosygin ne prese il posto a capo del governo in quella che inizialmente fu una troika con Leonid Brežnev come segretario generale e Anastas Mikojan (poi Nikolaj Podgornyj) come Presidente del Presidium del Soviet supremo dell'URSS.
Kosygin tentò di completare le riforme economiche in corso, con lo scopo di far trasferire il baricentro dell'economia sovietica dall'industria pesante e dalla produzione militare all'industria leggera e dei beni di consumo. Brežnev non diede alcun sostegno a questa politica, e poiché già entro la fine degli anni sessanta questi era diventato l'indiscussa guida dell'URSS, la posizione di Kosygin, che comunque mantenne l'incarico di primo ministro e fu membro del Praesidium fino al 1980, si fece via via più debole e perse gradualmente influenza. Kosygin si ammalò e fu rimosso dai posti di responsabilità il 23 ottobre 1980, giusto qualche settimana prima del suo decesso.